# Boophis lilianae
Boophis lilianae är en groddjursart som beskrevs av Köhler, Glaw och Miguel Vences 2008. Boophis lilianae ingår i släktet Boophis och familjen Mantellidae. IUCN kategoriserar arten globalt som otillräckligt studerad. Inga underarter finns listade.